# Optical Distribution Frame
Optical Distribution Frame (ODF) ist ein Rangierfeld für Lichtwellenleiter (LWL). Das Einsatzgebiet ist in der Telekommunikation wie z. B. in Rechenzentren, wo verschiedene Signalquellen intern oder extern miteinander verbunden werden oder LWL-Kabel mit mehreren Fasern in die einzelnen Fasern zwecks Verteilung aufgespalten werden. Ein ODF ist ein passiver optischer Signalverteiler bzw. Signalknotenpunkt.
Die Verkabelung kann bei einem Einsatz von kurzen Leitungswegen mit fertig konfektionierten LWL-Kabeln oder mit einer Spleißbox erfolgen. Bei Einsatz einer Spleißbox werden Pigtails verwendet.

## Ausführungen

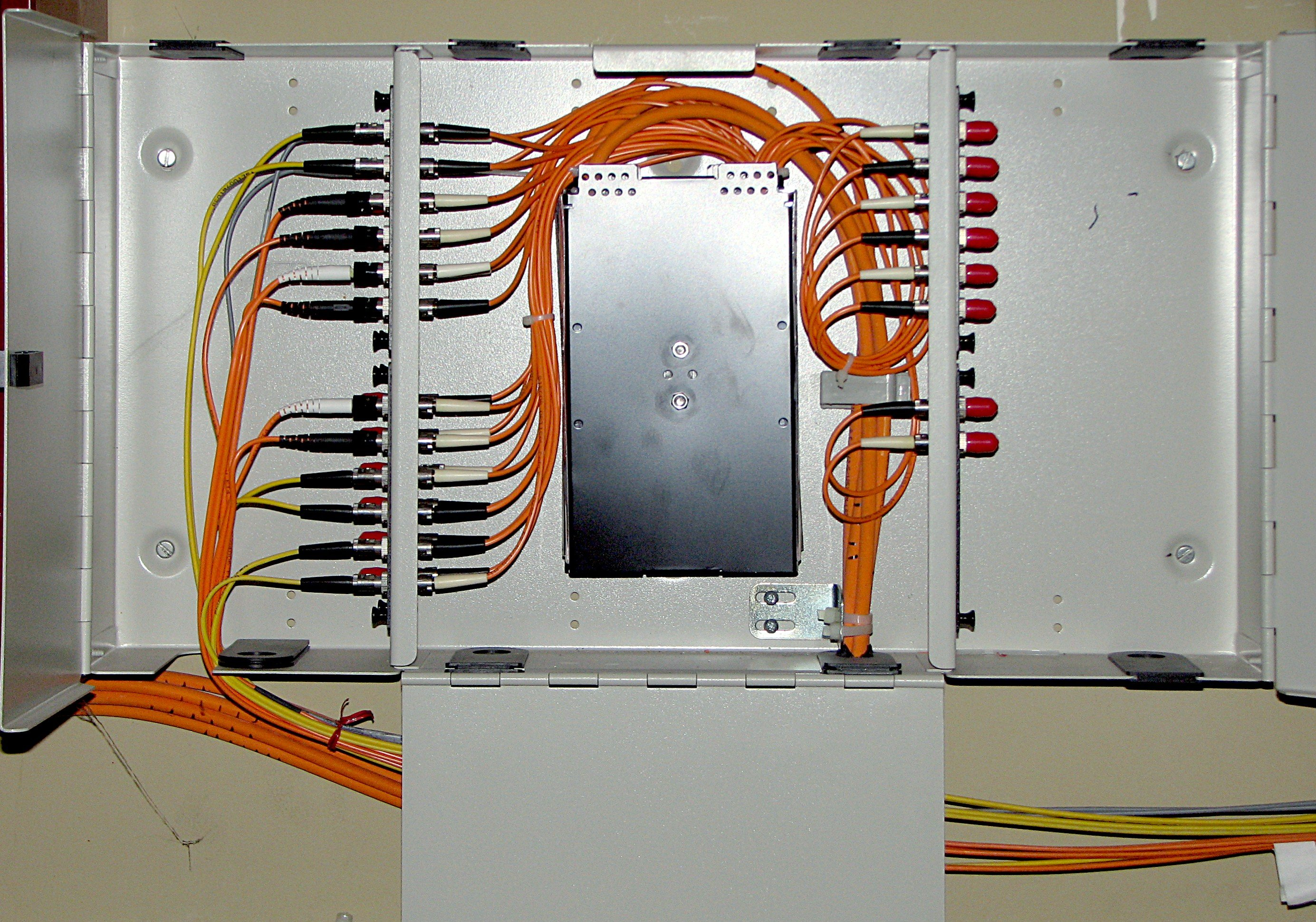
Optical Fiber Distribution Frame

Für die verschiedenen LWL-Steckverbinder gibt es entsprechende Ausführungen. Nachfolgend einige Steckerarten:
- ST-Stecker
- SC-Stecker
- LC-Stecker
- E2000-Stecker
- MTRJ-Stecker

Weitere Bezeichnungen sind:
- englisch Optical Fiber Distribution Frame (ODF)
- englisch Fiber Distribution Frame (FDF)